# Ferdinand Sternbach (tyrolský politik)
Ferdinand Sternbach (14. května 1831 – 1. října 1911 Mühlau) byl rakouský šlechtic a politik německé národnosti, v 2. polovině 19. století poslanec Říšské rady.

## Biografie
Pocházel ze starého tyrolského šlechtického rodu. Jeho otcem byl Karl von Sternbach (zemřel roku 1848). Ferdinand v roce 1859 bojoval jako hejtman v řadách rakouské armády.
Byl aktivní politicky. Po čtrnáct let zastával v Mühlau post obecního starosty. Obec mu v březnu 1911 udělila čestné občanství.
Zasedal také jako poslanec Říšské rady (celostátního parlamentu Předlitavska), kam nastoupil ve volbách roku 1873 za kurii venkovských obcí v Tyrolsku, obvod Innsbruck, Mieders, Sterzing atd. Slib složil 5. listopadu 1873. Mandát obhájil ve volbách roku 1879 a volbách roku 1885. Ve volebním období 1879–1885 se uvádí jako baron Ferdinand von Sternbach, statkář, bytem Mühlau.
V roce 1878 se uvádí jako konzervativní poslanec a člen konzervativního Hohenwartova klubu (tzv. Strana práva). Jako konzervativec kandidoval i ve volbách roku 1879. Opět tehdy přistoupil k Hohenwartovu klubu. Jeho členem byl i po volbách roku 1885.
Zemřel v říjnu 1911 na svém statku.